# 橘慶太
橘慶太（1985年12月16日—），日本知名男子組合w-inds.成員，福岡縣福岡市出身，唱片公司為波麗佳音。橘慶太在w-inds.為主唱，2006年10月18日，以個人名義推出單曲《道標》，正式以個人身分出道，w-inds.進入單飛不解散階段。

## 人物
- 除了空心木吉他，慶太還會彈貝斯、鋼琴（電子琴）等樂器。鋼琴是由從小學習、最拿手的樂器，而吉他及貝斯則是2005年左右開始學習的。
- 好友包括妻夫木聰、斉藤祥太及斉藤慶太兄弟、搞笑藝人KING KONG。
- 血型B型。父親是前舞者，母親是前模特兒、DJ，哥哥橘勇太，妹妹橘舞衣、橘美緒。橘家四兄妹都參與過演藝活動。小學六年級時和哥哥、妹妹們一起加入模特兒經紀公司，並與當時也還是模特兒的女演員田中麗奈一起合拍過建設公司的公寓廣告，在廣告中飾演姊弟。
- 2013年8月4日，和知名藝人松浦亞彌結婚。2014年12月，長女出生。2018年7月，第二個孩子出生（未公開性別）。2020年12月，第三個孩子出生（未公開性別）。[1][2][3][4]

## 個人作品
- 註：作品發行日期以為日本版發行日期為準（非代理版發行日期），團體作品詳見w-inds.

### 單曲
- 『道標』(台灣豐華翻譯為『路標』)出道單曲 （2006年10月18日）（東京電視台動畫「家庭教師HITMAN REBORN!」片尾曲）
- 『FRIEND』第二枚單曲 （2007年5月2日）（東京電視台動畫「BLUE DRAGON」（原畫為鳥山明主筆）片頭曲）

（以上為以橘慶太名義出道的作品）
- 『Slide'n'step』KEITA的名義出道的第一張單曲（2013年2月20日）
- 『I'll be there』KEITA推出的數位限定單曲（2015年5月1日）（此單曲特別邀請到Ms.OOJA共同合唱，並請來SPICY CHOCOLATE擔任單曲製作人）

### KEITA連續12個月的數位限定單曲
音樂製作、歌曲收錄、錄音等，全部由自己個人包辦。
|    | 曲名                                   | 發行日         |
| -- | -------------------------------------- | -------------- |
| 1  | Don't Leave Me Alone                   | 2019年1月18日  |
| 2  | Live For Yourself                      | 2019年2月18日  |
| 3  | Lonely Night                           | 2019年3月18日  |
| 4  | Hopeless Place                         | 2019年4月18日  |
| 5  | Nothing Lasts Forever                  | 2019年5月18日  |
| 6  | Angel                                  | 2019年6月18日  |
| 7  | I Gotta Feeling feat. ISH-ONE, GASHIMA | 2019年7月18日  |
| 8  | Give Me Somemore                       | 2019年8月18日  |
| 9  | Around N Around                        | 2019年9月18日  |
| 10 | Too Young to Die                       | 2019年10月16日 |
| 11 | Y.E.S                                  | 2019年11月20日 |
| 12 | Be On The Stage                        | 2019年12月18日 |

### 專輯
- 『声』首張專輯 （2006年11月29日）（所有歌曲皆為橘慶太作詞）
- 『SIDE BY SIDE』以KEITA為名義出道的第一張專輯（2013年6月5日）
- 『FRAGMENTS』迷你專輯（2015年12月16日）（全專輯六首歌曲皆為橘慶太作詞，其中三首包辦作詞、作曲及編曲）（主打新曲「Brand-New Day」與Sony「h.ear×WALKMAN」合作，推出High-Resolution版MV）
- 『inK』首張專輯 （2020年3月25日）

### 影像作品
- PREMIUM LIVE DVD （2006年3月） （日本官方歌友會員限定購買&期間販售〉
 收錄2006年11月19日舉行的“一夜限りのプレミアム・ライブ”演唱會內容與花絮）

### 演唱會
- 2006年11月19日：橘慶太“一夜限りのプレミアム・ライブ”（一夜限定PREMIUM LIVE），於“恵比寿ガーデンルーム”舉行
- 「KEITA SIDE BY SIDE TOUR 2013」

| 時間              | 地點                  |
| ----------------- | --------------------- |
| 6月29日（土）     | 横浜BLITZ             |
| 7月3日（水）      | Zepp Nagoya           |
| 7月5日（金）      | Zepp Namba            |
| 7月15日（月・祝） | Zepp Fukuoka          |
| 7月27日（土）     | 仙台市民会館 大ホール |
| 8月3日（土）      | 舞浜アンフィシアター  |

- 「KEITA FRAGMENTS LIVE 2016」

| 時間              | 地點                  |
| ----------------- | --------------------- |
| 2016年1月23日(土) | Zepp DiverCity(Tokyo) |
| 2016年1月29日(金) | なんばHatch           |

### 電視劇
- 單身情歌（おひとりさま），2009年10月16日～2009年12月18日，2009年TBS電視台的秋季日劇，橘慶太飾演原田博之。全劇共10集。
- 正直～鎌倉河岸捕吏傳～（まっつぐ～鎌倉河岸捕物控～），2010年4月17日～2010年8月14日，2010年NHK土曜時代劇，橘慶太飾演政次。全劇共13集。
- Answer～警視廳檢證搜查官（Answer～警視庁検証捜査官），2012年4月18日～2012年6月13日，2012年朝日電視台（tv asahi）的春季日劇，橘慶太飾演唐澤潤平。全劇共9集。

### 寫真書
- 『to You』 （2007年4月19日）（意大利取景及含有10000字大型訪問）
- 『 KEITA 24/7 Twenty-four Seven 』（2013年6月18日）

## 外部連結
- KEITA日本官方網站 （页面存档备份，存于）
- 橘慶太日本公式BLOG（已停止更新）
- 橘慶太公式Twitter （页面存档备份，存于） （已停止更新）
- PONYCANYON 唱片公司 （页面存档备份，存于）
- RISING PRODUCTION 經紀公司 （页面存档备份，存于）
- w-inds.tv （w-inds. 日本官方網站） （页面存档备份，存于）
- 橘慶太的Facebook專頁
- 橘慶太的X（前Twitter）
- 橘慶太的Instagram帳戶